# NGC 433
NGC 433 este un roi deschis situat în constelația Cassiopeia. A fost descoperit în 29 septembrie 1829 de către John Herschel.